# كرة أرضية افتراضية

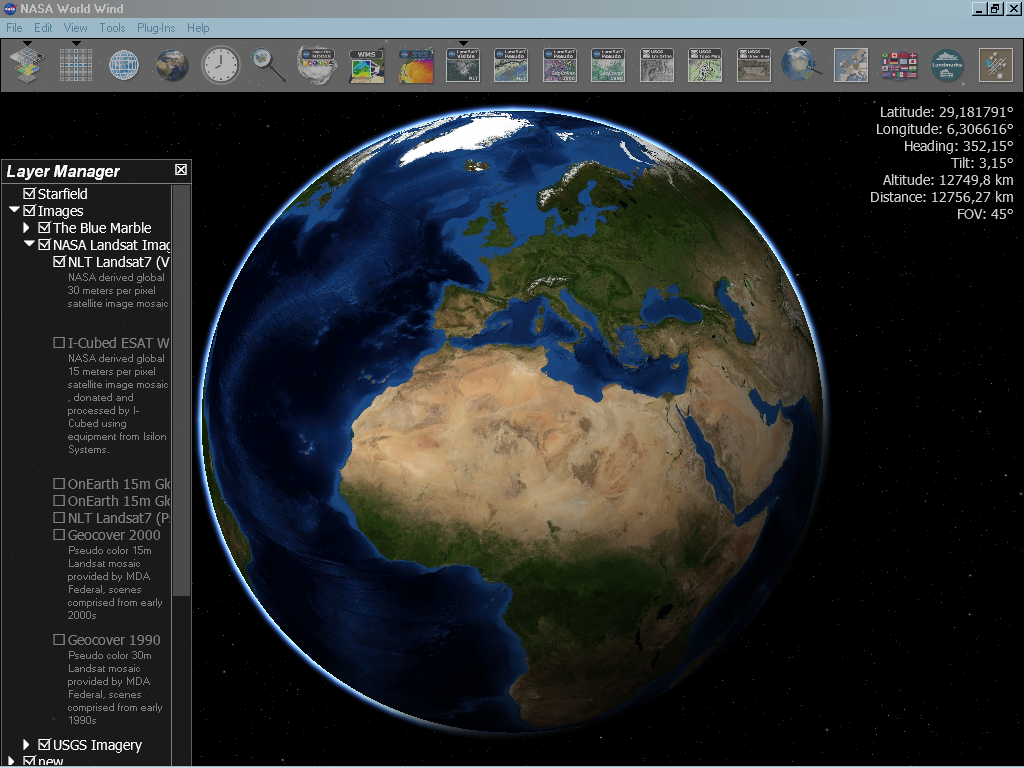
ناسا ورلد ويند يقوم بعرض نموذج افتراضي لسطح الأرض.

الكرة الأرضية الافتراضية (بالإنجليزية: Virtual Globe)‏ هي برنامج حاسوب يقوم بعرض نموذج ثلاثي الأبعاد لكوكب الأرض أو أي عالم آخر. أول برنامج فضاء افتراضي تم نشره عموماً كان جوجل إيرث. برنامج الفضاء الافتراضي يسمح للمستخدم بالتحرك بحرية عبر البيئة الافتراضية عن طريق تغيير زاوية الرؤية والموضع، كما أنه يمتلك قدرات إضافية لعرض عدة مشاهد مختلفة لسطح الأرض. هذه المشاهد قد تكون خصائص جغرافية أو من صنع الإنسان مثل الطرقات والمباني أو عرض كميات ديموغرافية مثل عدد السكان.